# Christoph Friedrich Eppler

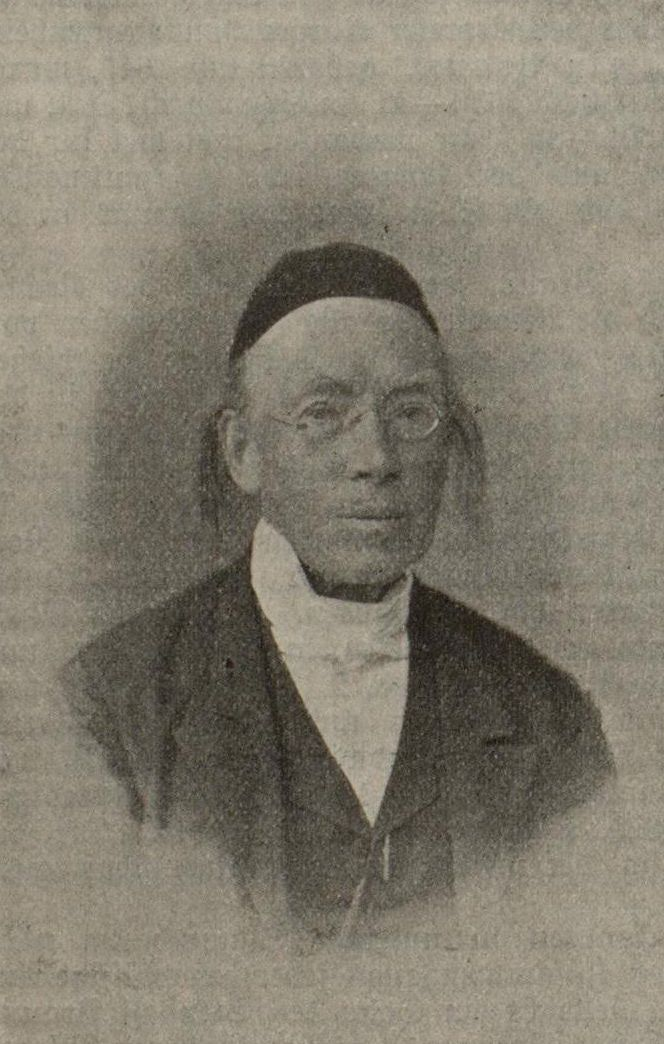
Christoph Eppler

Christoph Friedrich Eppler (* 10. Juli 1822 in Kirchheim unter Teck; † 20. November 1902 in Basel) war ein Schweizer evangelischer Theologe und Kirchenlieddichter. 

## Leben
Christoph Friedrich Eppler wurde am 10. Juli 1822 in Kirchheim unter Teck (Württemberg) als Sohn des Rotgerbers Friedrich Heinrich Ludwig Eppler (* 1775) und der Maria Barbara Breitenbach (* 1787) geboren. Durch seine Mutter und seine Großmutter wurde er schon früh mit der Heidenmission vertraut gemacht. Dem Wunsch, Theologie studieren, konnte Eppler nicht nachgehen, da seine Familie dafür nicht genug Geld hatte. Seit 1837 wurde er auf dem Lehrerseminar zu Esslingen am Neckar ausgebildet. Anschließend wurde er Lehrer in Haßloch. Lehrer an der Basler Voranstalt des Missionsseminars wurde er 1845 durch den Missionsinspektor Wilhelm Hoffmann. Bis 1852 lehrte er dort und bezog dann schließlich die Universität Basel zu einem vierjährigen Theologiestudium. Für die verstreut lebenden evangelischen Menschen im Bistum Basel gründete Eppler eine Gemeinde in Arlesheim. 1866 schließlich wurde er als Pfarrer nach Waldenburg berufen und 1877 nach Birsfelden. Dort hielt er die Stelle bis 1899 inne und starb drei Jahre später 80-jährig in Basel.
Eppler dichtete das kirchliche Tauflied Heiland, nimm dies Kindlein an, das wir jetzt zur Taufe bringen, verfasste für die Allgemeine Deutsche Biographie einen Artikel über den Missionar Hermann Gundert und schrieb eine Monografie über den Missionar Karl Gottlieb Pfander.

## Werke
- Heiland, nimm dies Kindlein an, das wir jetzt zur Taufe bringen
- Karl Rudolf Hagenbach, 1801–1874. Eine Friedensgestalt unter der streitenden Kirche der Gegenwart (1875)
- Blätter und Blüten vom Lebensbaume (1881)
- Der Basler Ratsherr Adolf Christ. Nach seinem innern und äußern Leben gezeichnet (1888)
- Karl Gottlieb Pfander, ein Zeuge der Wahrheit unter den Bekennern des Islam; mit Blicken in Vergangenheit und Gegenwart des Mohammedanismus; ein Beitrag zur Missionsgeschichte, Basel: Verl. der Missionsbuchhandlung (1888)
- Blätter und Blüten vom Lebensbaume (Neufassung, 1899)